# Виндхаг-бай-Перг
Виндхаг-бай-Перг (нем. Windhaag bei Perg) — коммуна (нем. Gemeinde) в Австрии, в федеральной земле Верхняя Австрия. 
Входит в состав округа Перг.  Население составляет 1412 человек (на 31 декабря 2005 года). Занимает площадь 19,16 км². Официальный код  —  41126.

## Политическая ситуация
Бургомистр коммуны — Игнац Кнолль (АНП) по результатам выборов 2003 года.
Совет представителей коммуны (нем. Gemeinderat) состоит из 19 мест.
- АНП занимает 13 мест.
- СДПА занимает 6 мест.